# محارة جناحية طيرية
محارة جناحية طيرية (الاسم العلمي:Pteria avicular) هي نوع من الحيوانات تتبع جنس المحارة الجناحية من فصيلة المحارات الجناحية.